# Prostituto

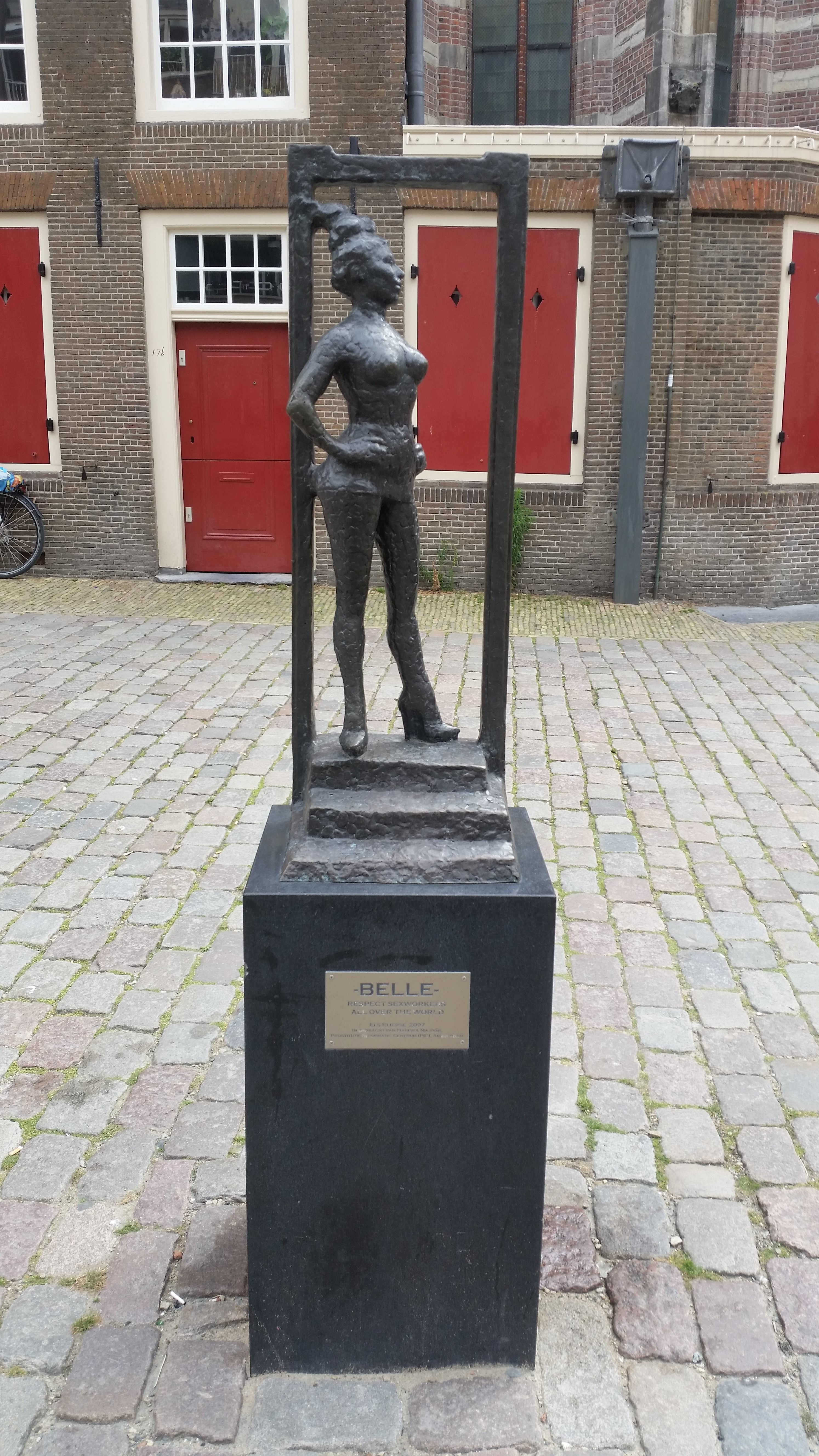
Estatua de bronce Belle en la barrio rojo De Wallen de Ámsterdam, en la que se lee "Respeta a los trabajadores sexuales de todo el mundo".

Un trabajador sexual es una persona que ejerce el trabajo sexual, ya sea de forma habitual u ocasional. El término se utiliza en referencia a aquellos que trabajan en todos los ámbitos de la industria del sexo.
El trabajo sexual se diferencia de la explotación sexual, que consiste en obligar a una persona a cometer actos sexuales, en que el trabajo sexual es voluntario «y se considera como el intercambio comercial de sexo por dinero o bienes».

## Terminología
El término «trabajador sexual» fue acuñado en 1978 por la activista Carol Leigh y se popularizó tras la publicación de la antología Sex Work: Writings By Women In The Sex Industry (Español: Trabajo sexual: Escritos de mujeres en la industria del sexo) en 1987, editada por Frédérique Delacoste y Priscilla Alexander. Desde entonces, el término "trabajador sexual" se ha extendido a un uso mucho más amplio, incluso en publicaciones académicas, por ONG y sindicatos y por organismos gubernamentales e intergubernamentales, como la Organización Mundial de la Salud. El término aparece en el Oxford English Dictionary y en el Merriam-Webster's Dictionary.
El término «trabajador sexual» es utilizado por algunos tipos de trabajadores sexuales para evitar invocar el estigma asociado a la palabra «prostituta» (si es mujer) o «gigolo» (si es varón). Utilizar el término «trabajador sexual» en lugar de los antes mencionados también permite que estén representados más miembros de la industria del sexo y ayuda a garantizar que las personas que realmente son prostituidas no sean señaladas y asociadas con las connotaciones negativas. Además, utilizar el término «trabajador sexual» demuestra que las personas se identifican con su elección profesional. Algunos argumentan que quienes prefieren este término desean separar su ocupación de su persona. Describir a alguien como trabajador sexual reconoce que el individuo puede tener muchas facetas diferentes y que no se define necesariamente por su trabajo.
Sin embargo, muchos de los que se oponen moralmente a la industria del sexo, como los conservadores sociales, las feministas contra la prostitución y otros prohibicionistas, se oponen firmemente a este término, considerando la prostitución como un delito o una victimización y opinan que el término "trabajo sexual" legitima la actividad delictiva o la explotación como un tipo de trabajo.

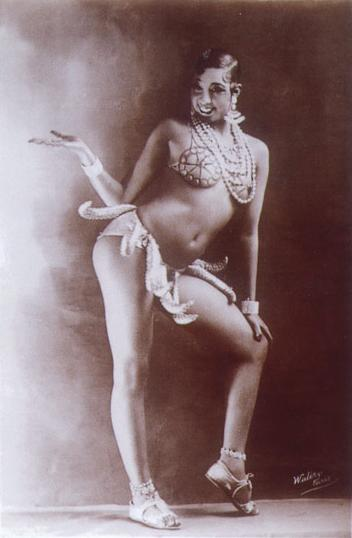
La bailarina exótica Josephine Baker con su traje de "faja de plátanos", visto por primera vez en el espectáculo La Folie du Jour del Folies Bergère en 1926-1927.

## En la práctica
El trabajo sexual puede adoptar diversas formas, como la prostitución, el estriptis o baile erótico, la actuación en pornografía, el sexo telefónico o por Internet, o cualquier otro intercambio de servicios sexuales a cambio de un beneficio económico o material. Aquellos trabajadores sexuales que ofrecen servicios sexuales completos, que incluyen el coito, se consideran trabajadores sexuales de servicio completo.
La amplia variedad de tareas que engloba el trabajo sexual da lugar a una gran diversidad tanto en la gravedad como en la naturaleza de los riesgos que enfrentan los trabajadores sexuales en sus ocupaciones. Estos trabajadores pueden actuar de forma independiente como individuos, trabajar para una empresa o corporación, o formar parte de un burdel. Todo esto puede llevarse a cabo por elección propia o bajo coacción, como sugieren algunos, a lo largo de un continuo entre el conflicto y la agencia.
Además, los trabajadores sexuales pueden ser contratados como acompañantes en viajes o para prestar servicios sexuales durante un viaje; en ambos casos, esto puede realizarse de manera voluntaria o forzada.

### Motivaciones

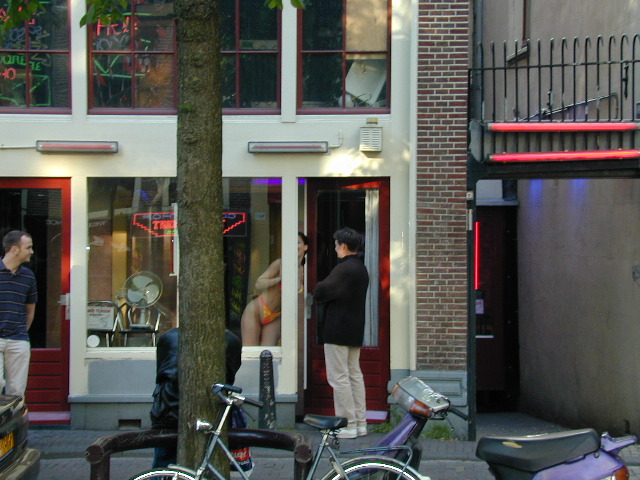
Una trabajadora sexual del barrio rojo de Ámsterdam habla con un posible cliente.

Los trabajadores sexuales pueden ser de cualquier sexo e intercambiar servicios o favores sexuales por dinero u otros regalos. Los motivos que llevan a los trabajadores sexuales a dedicarse a esta ocupación son muy variados e incluyen deudas, coacción, supervivencia o simplemente como forma de ganarse la vida. El empoderamiento sexual es otra posible razón por la que algunas personas se dedican al trabajo sexual. Según un estudio canadiense, aproximadamente una cuarta parte de los profesionales del sexo entrevistados empezaron a trabajar en este campo porque lo encontraban "atractivo".
La flexibilidad para elegir las horas de trabajo y la posibilidad de seleccionar la propia clientela también pueden contribuir al atractivo del trabajo sexual en comparación con otros empleos en el sector servicios. Además, el trabajo sexual puede ser una forma de financiar la adicción. Algunas personas pueden haberse involucrado en esta línea de trabajo debido a una adicción previa a sustancias ilegales, mientras que para otras, la introducción a estas sustancias pudo haber ocurrido después de ingresar al sector. Estos motivos también están influenciados por los distintos contextos culturales y comunales que rodean al trabajo sexual. En algunos casos, el trabajo sexual está vinculado al turismo

### Demografía
Las personas transgénero tienen más probabilidades que la población general de ejercer el trabajo sexual, en particular las mujeres trans y las personas trans de color. En un estudio sobre trabajadoras sexuales indias, se observó que el analfabetismo y el estatus social más bajo eran más frecuentes que entre la población femenina general.
Un estudio sobre el trabajo sexual en Tijuana, México, reveló que la mayoría de los profesionales del sexo son jóvenes, mujeres y heterosexuales. Sin embargo, es importante señalar que muchos de estos estudios intentan utilizar muestras más pequeñas de trabajadores sexuales y proxenetas para hacer extrapolaciones sobre poblaciones más amplias de trabajadores sexuales.
Un informe sobre el comercio sexual clandestino en Estados Unidos utilizó datos conocidos sobre el comercio ilegal de drogas y armas, así como entrevistas con trabajadores sexuales y proxenetas, para extraer conclusiones sobre el número de trabajadores sexuales en ocho ciudades estadounidenses. No obstante, estos estudios pueden ser objeto de críticas debido al énfasis percibido en las actividades y perspectivas de los proxenetas y otros gestores del trabajo sexual, en lugar de las de los propios trabajadores sexuales. Otra crítica es que en estos estudios puede que no se evalúe adecuadamente el tráfico sexual en relación con el trabajo sexual.
Muchos estudios enfrentan dificultades para obtener información demográfica sobre la prevalencia del trabajo sexual, ya que muchos países o ciudades tienen leyes que prohíben la prostitución u otro tipo de trabajo sexual. Además, el tráfico sexual, o trabajo sexual forzado, también es difícil de cuantificar debido a su naturaleza clandestina y encubierta. Asimismo, encontrar una muestra representativa de trabajadores sexuales en una ciudad determinada puede ser casi imposible debido a la falta de datos sobre el tamaño de la población en sí. Mantener la privacidad y confidencialidad en la investigación también es difícil, ya que muchos trabajadores sexuales pueden enfrentarse a enjuiciamientos y otras consecuencias si se revela su identidad.

## Discriminación
Los trabajadores sexuales pueden ser estereotipados como desviados, hipersexuales, sexualmente arriesgados y drogadictos. Estos estereotipos conducen a la estigmatización de los trabajadores sexuales, quienes enfrentan el desafío de ocultar su profesión a personas que no están involucradas en el trabajo sexual, retraerse socialmente y adoptar un falso yo para actuar en su trabajo. El estigma asociado al trabajo sexual perpetúa la cultura de la violación y contribuye a la "vergüenza de las rameras".
Es importante destacar que el trabajo sexual a menudo se confunde con la trata sexual, aunque algunos trabajadores sexuales toman la decisión consensuada de dedicarse al comercio sexual. Por ejemplo, la Ley de Lucha contra el Tráfico Sexual en Internet de Estados Unidos se aprobó bajo la aparente intención de proteger a las víctimas del tráfico sexual, pero también incluyó disposiciones que ilegalizaban la publicidad de servicios sexuales consensuados en Internet. Estas leyes tienen un impacto negativo significativo en los trabajadores sexuales.
En todo el mundo, los trabajadores sexuales enfrentan obstáculos para acceder a la atención sanitaria, recursos legales, derechos laborales y protección legal. Un estudio sobre trabajadores sexuales estadounidenses reveló que el 43% de los entrevistados reportaron haber sufrido violencia de parte de sus parejas, violencia física, violencia armada y violencia sexual en forma de coacción y violación. En este mismo estudio, un trabajador sexual expresó: "en este estilo de vida, nada es seguro". Además, los trabajadores sexuales también sufren abusos policiales, ya que algunos agentes de policía abusan de su autoridad para intimidar a los trabajadores sexuales. Se ha informado que algunos agentes de policía se aprovechan del miedo de las trabajadoras sexuales de calle para evitar ser arrestadas y las coaccionan para mantener relaciones sexuales sin pagar y en ocasiones continúan deteniéndolas después de haber mantenido relaciones sexuales bajo coacción. La policía también puede poner en peligro la seguridad de las trabajadoras sexuales, al hacerlas responsables de los delitos que se cometen contra ellas debido al estigma asociado con su ocupación. Afortunadamente, hay un aumento en la presencia de organizaciones defensoras de los derechos para reducir y eliminar los prejuicios y el estigma contra el trabajo sexual y para proporcionar más apoyo y recursos a los trabajadores sexuales.

## Dimensiones jurídicas del trabajo sexual

Mapa mundial de leyes sobre pornografía (18+)
Pornografía legal
Pornografía legal con algunas restricciones
Pornografía ilegal
Datos no disponibles

Mapa mundial de la legalidad de la prostitución
Despenalización - No hay sanciones penales para la prostitución
Legalización - la prostitución es legal y está regulada
Abolicionismo - la prostitución es legal, pero las actividades organizadas como los burdeles y el proxenetismo son ilegales; la prostitución no está regulada
Neoabolicionismo - ilegal la compra de sexo y la participación de terceros, legal la venta de sexo
Prohibicionismo: la prostitución es ilegal
La legalidad varía según las leyes locales

Dependiendo de la legislación local, las actividades de los trabajadores sexuales pueden estar reguladas, controladas, toleradas o prohibidas. En la mayoría de los países, incluso en aquellos donde el trabajo sexual es legal, los trabajadores sexuales pueden ser estigmatizados y marginados, lo que puede impedirles obtener reparación legal por discriminación (por ejemplo, discriminación racial por parte del propietario de un club de estriptis), falta de pago por parte de un cliente, agresión o violación. Los defensores de los trabajadores sexuales han identificado esta situación como putofobia.
La legalidad de los distintos tipos de trabajo sexual varía dentro de cada región del mundo y entre ellas, por ejemplo, mientras que la pornografía es legal en Estados Unidos, la prostitución es ilegal en la mayor parte del país. Sin embargo, en otras regiones del mundo, tanto la pornografía como la prostitución son ilegales; en otras, ambas son legales. Un ejemplo de un país en el que la pornografía, la prostitución y todas las profesiones englobadas bajo el paraguas del trabajo sexual son legales es Nueva Zelanda. En virtud de la Ley de Reforma de la Prostitución de Nueva Zelanda, se han promulgado leyes y reglamentos para garantizar la seguridad y la protección de sus trabajadores sexuales. Por ejemplo, desde la aplicación de la Ley de Reforma de la Prostitución, "cualquier persona que desee abrir un burdel más grande, en el que vayan a trabajar más de cuatro trabajadoras sexuales, necesita un Certificado de Operador de Burdel, que le acredite como persona apta para ejercer el control sobre las trabajadoras sexuales en el lugar de trabajo. Además, los trabajadores del sexo que operan en locales gestionados tienen acceso a los derechos laborales y a la protección de los derechos humanos y pueden presentar reclamaciones ante los tribunales, como cualquier otro trabajador o empleado". En las regiones donde el trabajo sexual es ilegal, los defensores de los derechos de los trabajadores del sexo argumentan que la naturaleza encubierta de la prostitución ilegal es un obstáculo para acceder a los recursos legales. Sin embargo, algunos de los que se oponen a la legalización de la prostitución sostienen que el trabajo sexual es intrínsecamente explotador y nunca podrá legalizarse ni practicarse de forma que respete los derechos de quienes lo ejercen.
Hay muchos argumentos en contra de la legalización de la prostitución/el trabajo sexual. En un estudio, se entrevistó a mujeres que ejercían el trabajo sexual y se les preguntó si creían que debía legalizarse. Respondieron que pensaban que no, ya que consideraban que las mujeres correrían un mayor riesgo de ser víctimas de clientes violentos si se considerara un trabajo legítimo. Además, no querrían que sus amigas o familiares entraran en la industria del sexo para ganar dinero. Otro argumento es que legalizar el trabajo sexual aumentaría su demanda y las mujeres no deben ser tratadas como mercancía sexual. Un estudio demostró que en los países que han legalizado la prostitución, se produjo un aumento de la trata de seres humanos. También se encontró que la legalización del trabajo sexual provocó un aumento del tráfico sexual, lo cual es otra razón por la que algunos abogan por la ilegalización del trabajo sexual. Otro argumento en contra de legalizar el trabajo sexual es evitar que los niños se vean involucrados en esta industria, ya que los niños explotados sufren consecuencias negativas a largo plazo.
También existen argumentos a favor de legalizar la prostitución/el trabajo sexual. Uno de los principales argumentos es que las mujeres deben tener derecho a hacer lo que quieran con su propio cuerpo. Se sostiene que el gobierno no debería opinar sobre lo que hacen para trabajar y si desean vender sus cuerpos, es una decisión personal. Otro argumento común para legalizar la prostitución es que hacer cumplir las leyes sobre prostitución es un despilfarro de dinero. Algunos creen que la prostitución seguirá existiendo a pesar de las leyes y normativas que se apliquen en su contra. Al defender la despenalización del trabajo sexual, el ministro de Justicia de los Países Bajos amplió este argumento ante los tribunales al afirmar que "la prostitución existe desde hace mucho tiempo y seguirá existiendo... La prohibición no es la forma de proceder... Se debe permitir la prostitución voluntaria. Las autoridades pueden entonces regular la prostitución, [y] puede llegar a ser sana, segura, transparente y limpia de efectos secundarios criminales".
Las personas que desean legalizar la prostitución no consideran que la aplicación de las leyes contra el trabajo sexual sea eficaz y piensan que el dinero se gasta mejor en otras áreas. Muchas personas también argumentan que la legalización de la prostitución conllevará menos daños para los trabajadores sexuales. Argumentan que la despenalización del trabajo sexual disminuirá la explotación de los trabajadores sexuales por parte de terceros, como proxenetas y gerentes. Un último argumento a favor de la legalización del trabajo sexual es que las leyes sobre prostitución son inconstitucionales. Algunos sostienen que estas leyes van en contra de los derechos de las personas a la libertad de expresión y a la intimidad.

## Reducción de riesgos
La reducción de riesgos en el trabajo sexual es un tema muy debatido. Se consideran dos enfoques opuestos para abordar este tema: el "abolicionismo" y el "no abolicionismo" o "empoderamiento". Mientras que el abolicionismo exige el fin de todo trabajo sexual, el empoderamiento fomentaría la formación de redes entre los trabajadores sexuales y les permitiría prevenir las ETS y otros riesgos para la salud mediante la comunicación entre ellos. Ambos enfoques tienen como objetivo reducir las tasas de enfermedad y otros efectos negativos del trabajo sexual.
Sin embargo, los propios trabajadores sexuales han cuestionado la naturaleza dicotómica del abolicionismo y el no abolicionismo, abogando en su lugar por centrarse en los derechos de los trabajadores sexuales. En 1999, la Red de Proyectos de Trabajadoras Sexuales afirmó que "Históricamente, las medidas contra la Trata han estado más preocupadas por proteger a las mujeres 'inocentes' de convertirse en prostitutas que por garantizar los derechos humanos de quienes trabajan en la industria del sexo". Penelope Saunders, defensora de los derechos de los trabajadores sexuales, afirma que el enfoque de los derechos de los trabajadores sexuales tiene más en cuenta el contexto histórico del trabajo sexual que el abolicionismo o el empoderamiento. Además, Jo Doezema ha escrito que la dicotomía de los enfoques voluntario y forzado del trabajo sexual ha servido para negar la agencia a los trabajadores sexuales.

### Salud
Es poco probable que los trabajadores sexuales revelen su trabajo a los profesionales de la salud. Esto puede deberse a la vergüenza, al miedo a la desaprobación o a la incredulidad de que el trabajo sexual pueda tener efectos sobre su salud. La penalización del trabajo sexual en muchos lugares también puede hacer que sean reacias a revelarlo por miedo a ser denunciadas por actividades ilegales. Existen muy pocas protecciones legales para los trabajadores sexuales debido a la penalización; por lo tanto, en muchos casos, un trabajador sexual que denuncia la violencia a un profesional de la salud no puede emprender acciones legales contra su agresor.
Los riesgos para la salud del trabajo sexual están relacionados principalmente con las infecciones de transmisión sexual y el consumo de drogas. En un estudio, casi el 40% de las trabajadoras sexuales que acudieron a un centro de salud declararon haber consumido drogas ilegales. En general, las trabajadoras sexuales transgénero tienen un mayor riesgo de contraer el VIH que los trabajadores sexuales cisgénero masculinos y femeninos, así como que las mujeres transgénero que no son trabajadoras sexuales.
La razón por la que las mujeres transexuales corren un mayor riesgo de contraer el VIH es la combinación de factores de riesgo. Se enfrentan a riesgos biológicos, personales, relacionales y estructurales que aumentan sus posibilidades de contraer el VIH. Los factores biológicos incluyen el uso incorrecto del preservativo debido a la disfunción eréctil provocada por las hormonas que toman para volverse más femeninas y el coito anal receptivo sin preservativo, que supone un alto riesgo de contraer el VIH. Los factores personales incluyen problemas de salud mental que conducen a un mayor riesgo sexual, como la ansiedad, la depresión y el abuso de sustancias provocado por la falta de apoyo, la violencia, etc. Los riesgos estructurales incluyen la vinculación del trabajo sexual a la pobreza, el abuso de sustancias y otros factores que son más frecuentes en las mujeres transexuales debido a su tendencia a ser marginadas socialmente y a no ser aceptadas por desafiar las normas de género. El mayor riesgo de contraer el VIH se presenta en las relaciones sexuales sin protección con parejas masculinas, y han aparecido estudios que demuestran que los hombres que tienen relaciones sexuales con mujeres transexuales tienen más probabilidades de consumir drogas que los que no las tienen.
El uso del preservativo es una forma de mitigar el riesgo de contraer una ETS. Sin embargo, negociar el uso del preservativo con los clientes y las parejas suele ser un obstáculo para practicar sexo seguro. Aunque no hay muchos datos sobre los índices de violencia contra los trabajadores sexuales, muchos de ellos no utilizan preservativos por miedo a la resistencia y la violencia de los clientes. Algunos países también tienen leyes que prohíben la posesión de preservativos, lo que reduce la probabilidad de que los trabajadores sexuales los utilicen. Se ha demostrado que una mayor organización y creación de redes entre los trabajadores sexuales aumenta el uso del preservativo al incrementar el acceso a la prevención de las ETS y la educación al respecto. Los burdeles con prácticas sanitarias sólidas en el lugar de trabajo, incluida la disponibilidad de preservativos, también han aumentado el uso del preservativo entre sus trabajadores.

#### La salud de las bailarinas exóticas
Para protegerse del estigma asociado al trabajo sexual, muchas bailarinas recurren a la alterización. La alterización implica construirse a uno mismo como superior a sus compañeros y el personaje de la bailarina proporciona un límite interno que separa el yo "auténtico" del yo stripper. Esta práctica genera un estrés considerable en las bailarinas, lo que lleva a muchas de ellas a recurrir a las drogas y el alcohol para sobrellevarlo. Dado que el consumo de drogas está tan extendido en el mundo de los bailes exóticos, se ha normalizado en este entorno.
A pesar de esta normalización, algunas bailarinas se esfuerzan por presentarse como no consumidoras o como consumidoras de drogas menos denostadas. Esto se debe a que las strippers atribuyen a quienes resisten al ambiente de las drogas una fuerte constitución moral; consideran que es un testimonio de fuerza personal y fuerza de voluntad. También se convierte en una oportunidad para que las bailarinas se "enfrenten" entre sí. Valorizar la resistencia al uso de drogas posiciona discursivamente a las "buenas" strippers frente a aquellas que están relacionadas con el consumo de drogas, lo que explica por qué las bailarinas sienten la necesidad de ocultar su consumo de drogas más intensas.
El estigma hace que las strippers oculten su estilo de vida a amigos y familiares, lo que las aleja de un sistema de apoyo. Además, el estrés de intentar ocultar su estilo de vida a los demás por miedo al escrutinio afecta la salud mental de las bailarinas.

### Trabajo sexual forzado
El trabajo sexual forzado ocurre cuando una persona entra en cualquier comercio sexual debido a la coacción y no por elección. Esta situación aumenta la probabilidad de que un trabajador sexual contraiga el VIH/SIDA u otras enfermedades de transmisión sexual, especialmente cuando la persona se introduce en el trabajo sexual antes de los 18 años. Además, incluso cuando los trabajadores sexuales consienten en ciertos actos sexuales, a menudo se ven obligados a realizar otros (como el coito anal) por los clientes. Los profesionales del sexo también pueden resistirse al uso del preservativo por parte de sus clientes, lo que puede traducirse en una falta de consentimiento por parte del trabajador para cualquier acto sexual realizado en el encuentro; este riesgo aumenta cuando los trabajadores sexuales son víctimas de la trata o se ven obligados a ejercer el trabajo sexual.
El trabajo sexual forzado a menudo involucra engaño: a los trabajadores se les promete que pueden ganarse la vida, pero luego no se les permite marcharse. Este engaño puede tener efectos nocivos en la salud mental de muchos trabajadores sexuales. Además, una evaluación de estudios estima que entre el 40% y el 70% de las trabajadoras sexuales sufren violencia en el plazo de un año. En la actualidad, en muchos países, hay poco apoyo para las trabajadoras migrantes, incluidas las que han sido objeto de trata con fines sexuales.

## Defensa de los derechos

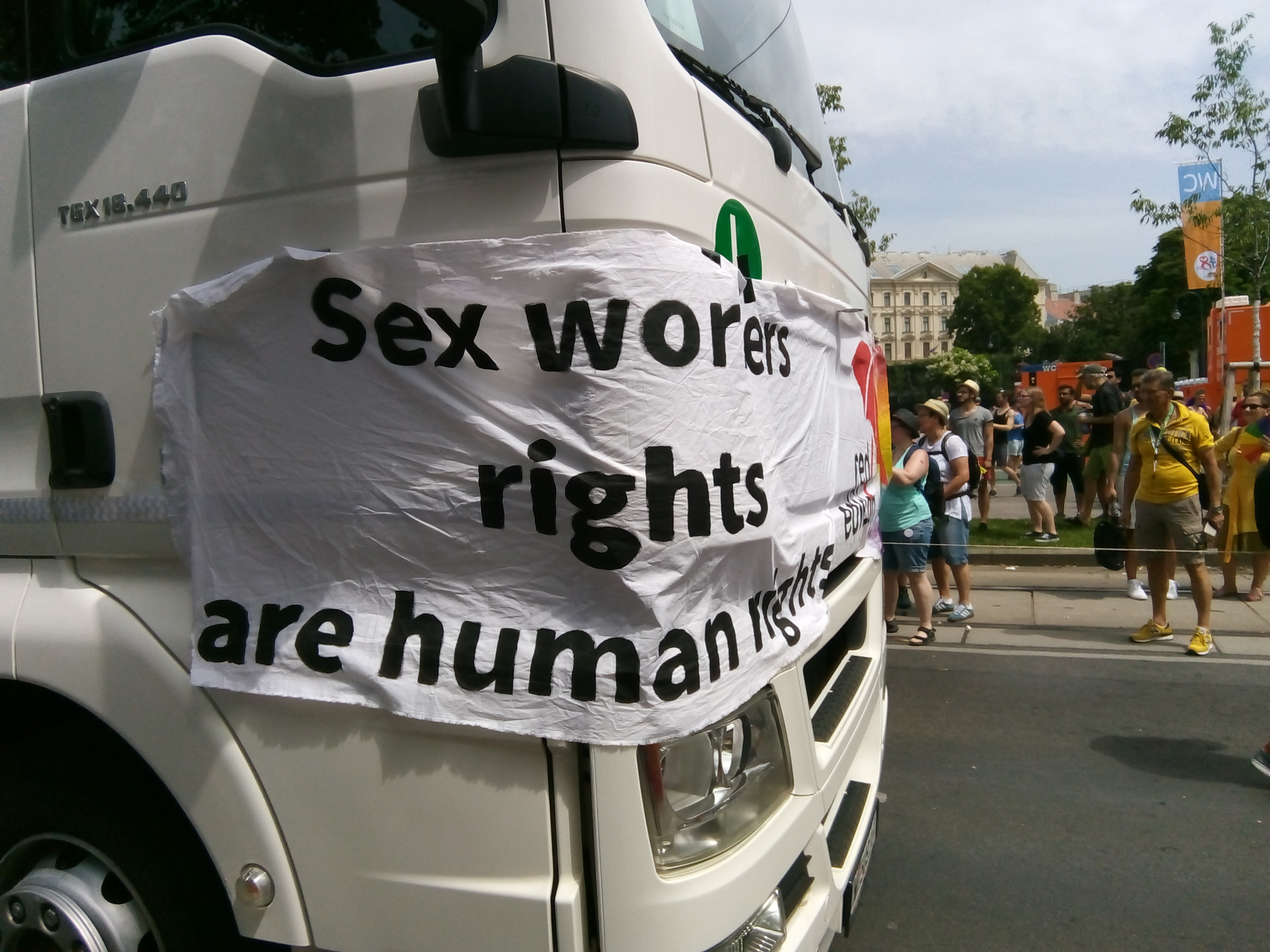
"Los derechos de los trabajadores sexuales son derechos humanos" cartel del Europride 2019.

Los defensores de los derechos de los trabajadores sexuales sostienen que éstos deben tener los mismos derechos humanos y laborales básicos que el resto de los trabajadores. Por ejemplo, el Gremio Canadiense del Trabajo Erótico reclama la legalización del trabajo sexual, la eliminación de las normativas estatales más represivas que las impuestas a otros trabajadores y empresas, el derecho al reconocimiento y la protección en virtud de las leyes laborales y de empleo, el derecho a formar asociaciones o sindicatos profesionales y a afiliarse a ellos, y el derecho a cruzar legalmente las fronteras para trabajar. Los activistas también quieren que se produzcan cambios en las prácticas legales relacionadas con el trabajo sexual; el Proyecto Paraguas Rojo (del inglés: Red Umbrella Project) ha presionado para que se despenalicen los preservativos y se modifique el programa de desvío de trabajadores sexuales de Nueva York.
La defensa de los intereses de los trabajadores sexuales puede proceder de diversas fuentes, como organizaciones no gubernamentales, organizaciones de derechos laborales, gobiernos o los propios trabajadores sexuales. En América Latina y el Caribe, la defensa de los intereses de los trabajadores sexuales se remonta a finales del siglo XIX en La Habana, Cuba. Un catalizador del movimiento fue un periódico publicado por trabajadoras sexuales de La Habana. Esta publicación llevaba el nombre de La Cebolla, creada por Las Horizontales.
Cada año se celebran en Londres los premios Premios a la libertad sexual (del inglés: The Sexual Freedom Awards) para honrar a los defensores y pioneros más notables de la libertad sexual y los derechos de los trabajadores sexuales en el Reino Unido, donde el trabajo sexual es esencialmente legal.

### Sindicalización del trabajo sexual
La sindicalización de los trabajadores sexuales es un hecho reciente. La primera organización del movimiento contemporáneo por los derechos de los trabajadores sexuales fue Call Off Your Old Tired Ethics (COYOTE; Abandona tu vieja ética), fundada en 1973 en San Francisco, California. En la década posterior a la fundación de COYOTE, se crearon muchas organizaciones en países occidentales. En la actualidad, existe un pequeño número de sindicatos de trabajadores sexuales en todo el mundo. Uno de los mayores es el Sindicato Internacional de Trabajadores Sexuales, con sede en el Reino Unido. La IUSW defiende los derechos de todos los trabajadores sexuales, tanto si eligieron libremente el oficio como si se vieron obligados a ejercerlo y promueve políticas que benefician a los intereses de los trabajadores sexuales tanto en el Reino Unido como en el extranjero. En muchas regiones existen sindicatos de trabajadores sexuales, como en América Latina, Brasil, Canadá, Europa y África.
Al sindicarse, muchos trabajadores sexuales se enfrentan a problemas relacionados con la comunicación y la legalidad del trabajo sexual. Dado que el trabajo sexual es ilegal en muchos lugares donde desean organizarse, es difícil comunicarse con otros trabajadores sexuales para organizarse. También preocupa la legitimidad del trabajo sexual como carrera y actividad que merece una organización formal, en gran parte debido al sexismo que suele estar presente en el trabajo sexual y a la devaluación del trabajo sexual por no ser comparable a otros trabajos y empleos remunerados.
Un factor que afecta a la sindicalización del trabajo sexual es que muchos trabajadores sexuales pertenecen a poblaciones que históricamente no han tenido una representación fuerte en los sindicatos. Si bien esta sindicalización puede verse como una forma de empoderar a los trabajadores sexuales y concederles agencia dentro de su profesión, también se critica que implícitamente presta su aprobación al sexismo y a los desequilibrios de poder ya presentes en el trabajo sexual. La sindicalización también implica una sumisión o un funcionamiento dentro de los sistemas del capitalismo, lo que preocupa a algunas feministas.

#### Sindicalización de bailarinas exóticas
Los artistas intérpretes o ejecutantes en general son difíciles de clasificar porque a menudo ejercen un alto nivel de control sobre el producto de su trabajo, una de las características de un contratista independiente. Además, su trabajo puede ser de naturaleza artística y a menudo se realiza por cuenta propia. A menudo, el trabajo de los artistas intérpretes o ejecutantes no posee los atributos obvios de los empleados, como horarios, lugares o funciones de trabajo regulares. En consecuencia, los empresarios los clasifican erróneamente porque no están seguros de la condición de sus trabajadores o los clasifican mal a propósito para aprovecharse de los bajos costes de los contratistas independientes. Los clubes de baile exótico son uno de esos empleadores que clasifican erróneamente a sus artistas como contratistas independientes.
Existen obstáculos adicionales en términos de autoestima y compromiso para sindicarse. En el nivel más básico, los propios bailarines deben tener el deseo de sindicarse para la acción colectiva. Para quienes no desean conformarse con la actividad del grupo o quieren seguir siendo independientes, un sindicato puede parecer tan controlador como la dirección del club, ya que afiliarse a un sindicato les obligaría a pagar cuotas y acatar las decisiones tomadas por mayoría, con o sin su aprobación personal.
En el estudio de caso de Lusty Lady, este club de estriptisfue el primero gestionado exclusivamente por mujeres que consiguió sindicarse en 1996. Algunas de las condiciones de trabajo que consiguieron abordar fueron "protestar por las prácticas de contratación racistas, la posibilidad de que los clientes grabaran a las bailarinas sin su consentimiento a través de espejos unidireccionales, las políticas disciplinarias incoherentes, la falta de prestaciones sanitarias y la escasez general de seguridad en el empleo". Sindicalizar a las bailarinas exóticas puede sin duda aportar mejores condiciones de trabajo y una remuneración justa, pero a veces resulta difícil debido a su dudosa categorización como empleadas. Además, como ocurre con muchos otros sindicatos, las bailarinas suelen ser reacias a afiliarse a ellos. Esta reticencia puede deberse a muchos factores, desde el coste de afiliarse a un sindicato hasta la creencia de las bailarinas de que no necesitan el apoyo del sindicato porque no serán bailarinas exóticas durante un período de tiempo lo suficientemente largo como para justificar su afiliación.

### Organizaciones no gubernamentales (ONG)
Las ONG suelen desempeñar un papel importante en las actividades de divulgación dirigidas a los profesionales del sexo, sobre todo en la prevención del VIH y las ETS. Sin embargo, las actividades de divulgación de las ONG dirigidas a los trabajadores sexuales para la prevención del VIH a veces están menos coordinadas y organizadas que los programas similares de prevención del VIH dirigidos a grupos diferentes (como los hombres que tienen relaciones sexuales con hombres). Esta falta de organización puede deberse a la situación legal de la prostitución y otros tipos de trabajo sexual en el país en cuestión; en China, muchas ONG dedicadas al trabajo sexual y al consumo de drogas no se registran formalmente ante el gobierno y, por tanto, llevan a cabo muchos de sus programas a pequeña escala y de forma discreta.
Aunque algunas ONG han aumentado su programación para mejorar las condiciones en el contexto del trabajo sexual, estos programas son criticados a veces por no desmantelar las estructuras opresivas de la prostitución, en particular la trata forzada. Algunos estudiosos creen que no basta con defender los derechos dentro de la institución de la prostitución, sino que los programas que pretenden empoderar a los trabajadores sexuales deben capacitarlos para que abandonen el trabajo sexual, así como para mejorar sus derechos dentro del contexto del trabajo sexual.